# Nordsøen
Die Nordsøen (dänisch „Nordsee“) ist ein ehemaliges Fischereischutzschiff der dänischen Fischereibehörde Fiskeristyrelsen.

## Geschichte
Das Schiff wurde unter der Baunummer 274 auf der Werft Frederikshavn Vaerft & Tördok für das damalige Fiskeriministeriet (Fischereiministerium) gebaut. Die Kiellegung fand 1967, der Stapellauf am 6. August 1968 statt. Die Fertigstellung des Schiffes erfolgte ebenfalls 1968.
Das Schiff wurde in erster Linie in der Nordsee, im Skagerrak und im Kattegat im Bereich der Überwachung und Kontrolle der Fischerei eingesetzt und stand auch für Hilfseinsätze zur Verfügung. Im Januar 2013 wurde es außer Dienst gestellt. Die Aufgaben des Schiffes wurden durch die anderen drei Fischereischutzboote der Naturschutzbehörde NaturErhvervstyrelsen übernommen.
Ende April 2013 wurde das Schiff für 6,55 Mio. DKK vom in Esbjerg ansässigen Unternehmen FOGA ersteigert, das als Berater und Gutachter im Fischerei- und Offshoresektor tätig ist. Es konnte für die Beförderung von Personen oder Material und als Sicherungsschiff im Bereich des Baus von Offshorebauwerken genutzt werden.
Anfang 2020 wurde das Schiff nach Norwegen verkauft. Der Umbau zu einer Expeditionsyacht des in Nanook umbenannten Schiffs ist vorgesehen.

## Beschreibung
Das Schiff wird von zwei MAN-B&W-Dieselmotoren des Typs 6L23/30DM mit zusammen 1620 kW Leistung angetrieben. Die Motoren wirken über Untersetzungsgetriebe auf zwei Verstellpropeller. Das Schiff ist mit einem elektrisch angetriebenen Bugstrahlruder ausgestattet.
Für die Stromerzeugung stehen ein Wellengenerator sowie zwei von Scania-Dieselmotoren angetriebene Generatoren zur Verfügung. Weiterhin wurde ein Notgenerator verbaut.
Die Decksaufbauten befinden sich im mittleren Bereich des Schiffes. Hinter den Decksaufbauten befindet sich ein offenes Arbeitsdeck. Hier sind zwei Schleppwinden installiert. Auf dem Arbeitsdeck können zwei 20-Fuß-Container mitgeführt werden. An Bord stehen Kabinen für zwölf Personen neben der Besatzung zur Verfügung.